# Gemeentebelangen Purmerend
Gemeentebelangen Purmerend (afgekort: GBP) is een lokale politieke partij in de Nederlandse gemeente Purmerend (provincie Noord-Holland).
De partij is opgericht door oud-raadsleden van de SP nadat zij in 2019 uit de fractie van die partij waren gestapt. GBP deed mee aan de herindelingsverkiezingen van november 2021, waarbij de partij één zetel behaalde. Daarbij was Jordi Albers lijsttrekker. Raadslid Frank Schaaij sloot zich in 2023 aan bij de partij, waardoor de partij twee zetels kreeg in de gemeenteraad.
GBP richt zich onder andere op de woningmarkt, referenda, en ondersteuning van lagere en middeninkomens bij de energietransitie. Daarnaast voert de partij ook acties, zoals over verkeersveiligheid in de wijk Purmer-Noord.

## Zetelverloop
| Jaar | Aantal raadszetels | Aantal wethouders |
| ---- | ------------------ | ----------------- |
| 2021 | 2*                 | 0                 |

* Bij de verkiezingen van 2021 werd 1 zetel behaald, in 2023 werd raadslid Frank Schaaij onderdeel van de fractie van Gemeentebelangen.